# Dimitri Obolensky
Pour les articles homonymes, voir Obolensky.
Dimitri Obolensky (en russe : "Дмитрий Дмитриевич Оболенский")  (1er avril 1918 à Saint-Pétersbourg en Russie - 23 décembre 2001 à Burford dans l'Oxfordshire) est historien anglo-russe.
Au cours de la révolution russe, sa famille qui appartenait à la grande noblesse se réfugia en France. Lui-même s’installa en Grande-Bretagne où il mena une carrière universitaire à Trinity College de Cambridge, puis à Oxford; spécialisé dans la littérature russe et l’histoire des Balkans, il devint un conférencier recherché et écrivit plusieurs volumes dont le plus célèbre, The Byzantine Commonwealth, contribua à faire mieux apprécier l’histoire, les valeurs et la civilisation de l’Europe de l’Est en Occident.

## Les premières années
Né prince Dimitri Dmitrievitch Obolensky, celui qui devient le professeur Sir Dimitri Obolensky est le fils du prince Dimitri Alexandrovitch Obolensky (1882-1964) et de la princesse Obolenskaïa, née comtesse Maria Chouvalova (1894-1973). Il compte parmi ses ancêtres les plus grands noms de l’histoire russe : Riourik, Igor, Sviatoslav, saint Vladimir de Kiev, saint Michel de Tchernigov et le prince Mikhaïl Semionovitch Vorontsov. Toutefois, comme l’écrit un de ses étudiants, « c’était un universitaire suffisamment lucide pour savoir que Riourik n’avait peut-être jamais existé ».
Né à Petrograd un an après l’abdication de l'empereur Nicolas II, ses premiers mois se passent au château Vorontsov à Aloupka en Crimée. L’année suivante, il quitte la Russie avec ses parents et divers membres de la haute noblesse russe à bord d’un navire de la Royal Navy. Ses parents s’établissent modestement à Paris où sa mère se remarie au comte André Tolstoï. Le jeune Dimitri est d’abord envoyé à l’école de Lynchmere à Eastbourne (Angleterre) avant de revenir étudier au Lycée Pasteur à Neuilly-sur-Seine. Il retourne en Angleterre où il se fixe après avoir été élu Fellow du Trinity College à Cambridge (1942-1948).
Sous l’influence de Dame Elizabeth Hill, il délaisse le département de philosophie où il s’apprêtait à s’inscrire et se passionne pour l’histoire de la Russie et des Balkans. Sa thèse porta sur les Bogomiles, secte hérétique des Balkans au Moyen Âge; elle est publiée en 1948 sous le titre The Bogomils : A Study in Balkan Neo-Manichaeism.

## Carrière universitaire
C’est également à Trinity College qu’il commence sa carrière d’enseignant en 1948. Parmi les prédécesseurs qui influencent sa vision de l’histoire figurent le jésuite Francis Dvornik (1893-1975) et Sir Steven Runciman (1903-2000). Parmi ses contemporains, il est particulièrement proche de John Fennell qui devient son beau-frère en 1947 après qu’il a épousé Elisabeth Lopoukhina, également émigrée russe dont il se sépare en 1989. Les deux hommes collaborent à plusieurs publications au cours des ans,.
En 1949, il quitte Cambridge pour aller enseigner l’histoire de la Russie et des Balkans à l’université d’Oxford où il est nommé titulaire de la chaire en 1961, professeur émérite en 1985 et étudiant émérite du Christ Church (1985). En 1962, il publie la première édition du Penguin Book of Russian Verse qui contribue à faire connaître son nom. Ce livre fait découvrir au monde occidental des poètes et écrivains russes du XIIe siècle à la Révolution russe, tels que Mandelstam ou Anna Akhmatova,. Demeuré très attaché à la Russie, il manifeste toujours une grande impartialité à l’endroit des événements se produisant dans sa patrie d’origine ce qui lui permet d’y nouer de nombreux contacts comme D.S. Likhachov qui travaille sur des sujets similaires et de faire venir Anna Akhmatova à Oxford pour y recevoir un doctorat en 1965,.
En 1971 paraît « The Byzantine Commonwealth » dont le titre est un hommage indirect au pays dont il a pris la nationalité en 1948. S’inspirant d’un article paru en 1950 dans le Oxford Slavonic Papers, « Russia’s Byzantine Heritage », le livre vise à montrer comment, par un phénomène d’acculturation, les peuples d’Europe de l’Est soumis à l’empire byzantin ou en contact lui, en reconnaissant la primauté de l’Église orthodoxe et de l’empereur byzantin, ont pu participer et, ultimement, contribuer à une tradition culturelle commune, tout en conservant leur identité propre et, dans une mesure variant suivant les cas, leur autonomie politique. Le livre se distingue par son approche géopolitique analysant dans un long chapitre d’introduction comment la géographie et le climat de la région ont influencé le développement culturel de ces peuples. Après avoir créé une certaine surprise, l’approche est adoptée et modifie considérablement l’attitude occidentale à l’endroit de l’histoire, des valeurs et de la civilisation de l’Europe de l’Est,.
S’il publie peu de livres, Dimitri Obolensky est un conférencier infatigable, faisant de fréquents séjours à Dumbarton Oak (Washington, EUA) où il fait des recherches dans les années 1950 en compagnie de Francis Dvornik et au Wellesley College (Massachusetts, EUA). Il organise ou préside de nombreux congrès internationaux, tel le congrès des études byzantines qui se tient à Oxford en 1966 au cours duquel il fait une conférence où il démontre grâce au film du couronnement d’Élisabeth II les influences byzantines sur la cérémonie du sacre,.
Il est élu fellow de la Society of Antiquaries, puis fellow en 1974 puis vice-président de la British Academy de 1983 à 1985. La Première ministre Thatcher le nomme chevalier en 1984.
Chrétien convaincu, maintenant le contact avec les théologiens orthodoxes de Paris et travaillant avec la communauté d’Emmaüs, il retourne en Russie en 1988 après avoir été élu délégué officiel laïc au sabor (concile) lors des fêtes marquant le millième anniversaire du baptême du prince Vladimir. Il est également très actif comme vice-président du Keston Institute, un centre d’étude sur le rôle de l’Église en pays communistes,.
Le jour de son quatre-vingtième anniversaire, il complète son dernier ouvrage qui devait paraitre l’année suivante, Bread of Exile, une collection de six mémoires venant de parents plus âgés auxquels il ajoute ses propres souvenirs. Toujours modeste, il évite d’utiliser le titre de « prince » lui venant de sa famille, ne mentionne pas que sa grand-mère a été courtisée par le futur Nicolas II et préfère parler des liens unissant sa famille aux lointains ancêtres riourikides plutôt qu’aux Romanov contemporains.
Il s’éteint à Burford, le 23 décembre 2001, et est enterré au cimetière de Wolvercote dans l'Oxfordshire.

## Personnalité
D’un naturel effacé, quelque peu timide, et sachant écouter, Dimitri Obolensky détestait le carriérisme. Parfaitement trilingue et aussi à l’aise en anglais qu’en français et en russe, il était doté d’une voix grave et mélodieuse dont il savait jouer avec élégance dans ses conférences; ses talents de comédien enchantaient ses auditeurs. Ses lectures de poésie, particulièrement de Pouchkine sont demeurées célèbres. Ses talents musicaux, aussi bien pour la musique sacrée que profane, étaient également mémorables,.
Il se distinguait particulièrement par la parfaite courtoisie et l’extrême politesse avec lesquelles il traitait aussi bien ses collègues que ses étudiants et qui l’empêchèrent toujours de tenir quelque propos blessants que ce soit à l’endroit de quiconque.

## Famille
Sir Dimitri Obolensky se marie (div.) avec Elisabeta Nikolaïevna Lopoukhine (1916 - 2006), sans descendance.

## Œuvres
- The Bogomils : A Study in Balkan Neo-Manichaeism (1948)
- The Penguin Book of Russian Verse (editor, 1962, souvent réédité depuis)
- The Christian Centuries, vol 2: The Middle Ages (1969)
- Byzantium and the Slavs (1971)
- The Byzantine Commowealth (1971)
- Companion to Russian studies, 3 vol. (Joint editor 1976-1980)
- The Byzantine Inheritance of Eastern Europe (1982)
- Six Byzantine Portraits (1988)
- Bread of Exile (1999)